# Vecinos
Vecinos – gmina w Hiszpanii, w prowincji Salamanka, w Kastylii i León, o powierzchni 45,06 km². W 2011 roku gmina liczyła 293 mieszkańców.